# De Eendragt (Weesp)
De Eendragt is een in 1691 als moutmolen gebouwde windmolen aan de Utrechtseweg 13, langs de Utrechtse Vecht in de Nederlandse gemeente Amsterdam (stadsgebied Weesp).
De molen is een achtkante korenmolen van het type stellingmolen met een stenen onderbouw en een houten, rietgedekte bovenbouw. Rond 1807 werd de molen verbouwd tot schelpzandmolen en in 1815 werd de Eendragt verbouwd tot zaagmolen. Vanaf 1920 werd ook op motorkracht gezaagd en in 1932 werd het zagen op de wind gestaakt. Hierna raakte de Eendragt in verval. In 1950 kocht de gemeente Weesp de molen om deze twee jaar later aan een particulier door te verkopen onder de verplichting de molen uitwendig te restaureren, hetgeen geschiedde. De molen werd daarbij geheel omgebouwd tot woonhuis, waarbij een aantal karakteristieke kenmerken verloren gingen. Sinds 1977 draait de molen weer af en toe. Van het gaande werk resteert slechts het bovenwiel; de rest is verwijderd. Het kruiwerk voor het op de wind kruien van het gevlucht bestaat uit houten rollen.
Vlak naast de Eendragt staat de korenmolen De Vriendschap.
De Eendragt wordt bewoond en is niet te bezoeken.